# Ichneumon suturalis
Ichneumon suturalis är en stekelart som beskrevs av Holmgren 1864. Ichneumon suturalis ingår i släktet Ichneumon och familjen brokparasitsteklar. Arten är reproducerande i Sverige. Inga underarter finns listade i Catalogue of Life.